# جون إس. ولز
جون إس. ولز (بالإنجليزية: John S. Wells)‏ هو محامي وسياسي أمريكي، ولد في 18 أكتوبر 1803 في الولايات المتحدة، وتوفي في 1 أغسطس 1860 في نفس البلد. حزبياً، نشط في الحزب الديمقراطي. وقد انتخب عضو مجلس ولاية نيوهامبشير وانتخب عضو مجلس الشيوخ الأمريكي.